# Kleinkahl
Kleinkahl település Németországban, azon belül Bajorországban. Lakosainak száma 1883 fő (2023. december 31.). Kleinkahl Huckelheimer Wald, Schöllkrippen, Westerngrund és Schöllkrippener Forst községekkel határos.

## Népesség
A település népessége az elmúlt években az alábbi módon változott:
| Lakosok száma | 1608 | 881  | 1828 | 1821 | 1806 | 1827 | 1845 | 1866 | 1866 | 1883 |
|               | 1970 | 1975 | 2011 | 2012 | 2014 | 2015 | 2017 | 2019 | 2022 | 2023 |